# Phalangeroidea
Кускусуваті (Burramyidae) — надродина ссавців з когорти сумчасті (Marsupialia), підряду кускусовиді (Phalangeriformes), котра містить дві родини сучасних і дві родини вимерлих істот.

## Опис
Це синдактильні, поліеструсні тварини, що можуть народжувати як одне так і декілька дитинчат за раз. Число хромосом, 2n варіює від 10 до 32. Сумка добре розвинена й розміщена по центру або з тенденцією розміщення вперед. У сумці від двох до шести молочних залоз. На задніх ступнях другий і третій пальці синдактильні, зазвичай, перші задні пальці добре розвинені й протиставлені, але без кігтів. Більшість кускусуватих рослиноїдні.

## Систематика
Надродина Кускусуваті (Phalangeroidea)
- Родина Кускусові (Phalangeridae) (6 родів)
- Родина Бурамісові (Burramyidae) (2 роди)
- †Родина Ектоподонові (Ektopodontidae) (2 роди)
- †Родина Міралінові (Miralinidae) (2 роди)